# Шипов, Павел Дмитриевич
Павел Дмитриевич Шипов (9 октября 1860 — 23 июля 1919) — генерал-лейтенант, русский художник, мастер военного портрета. Участник первой мировой войны. Женат, 2 дочери (на 1.11.1907 г.). Расстрелян большевиками (по другим данным расстрелян в 1923 году).

## Биография
Православный. Из дворян Костромской губернии.
Образование получил в Пажеском корпусе в 1883 году. (1-й разряд, в лейб-гвардии Преображенский полк)

### Служба
Прапорщик гвардии (ст. 12.08.1883), подпоручик (ст. 12.08.1884), поручик (ст. 12.08.1887), штабс-капитан (ст. 31.08.1894), капитан (ст. 6.12.1899), переименован в подполковники (6.12.1899), полковник со ст. 17.08.1904 г. (1905), флигель-адъютант (1908), генерал-майор Свиты (ст. 6.05.1913), генерал-лейтенант со ст. 23.04.1915 г. (10.10.1915)
Командир роты — 7 л. 6 м, командир батальона — 6 м, командующий 22-м Восточно-Сибирским стрелковым полком (31.12.1904-9.03.1905), В 1904 году (после начала русско-японской войны) переведен в 26-й, а затем в 11-й Восточно-Сибирский стрелковый полк. Участник русско-японской войны 1904-05 гг. командир 21-го Восточно-Сибирского стрелкового полка (9.03.1905-10.02.1909), в Свите (10.02.1909). Участник мировой войны. Командир 1-й бригады 9-й пехотной дивизии (17.10-19.12.1914 г.). Начальник 74-й пехотной дивизии (19.12.1914-29.05.1917), в резерве чинов при штабе Киевского военного округа (29.05.1917-?)

### Художник

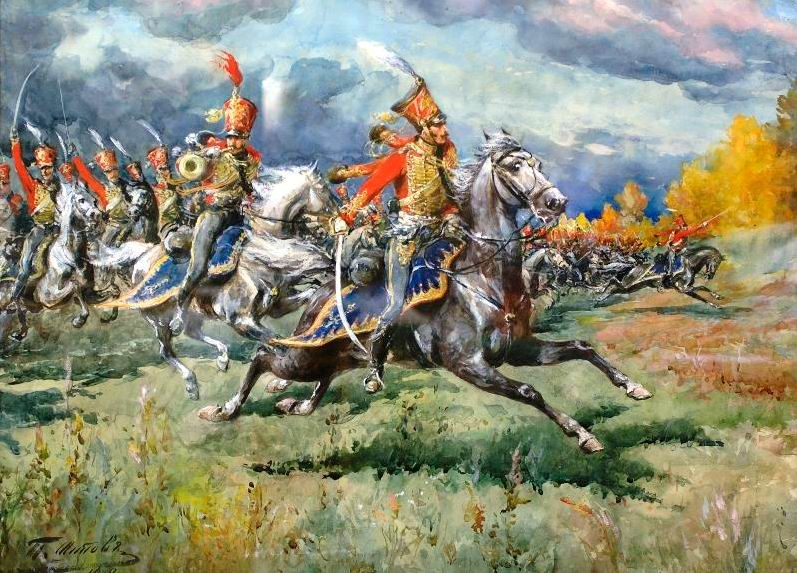
Атака Лейб-Гвардии Гусарского полка в конном строю. 1912

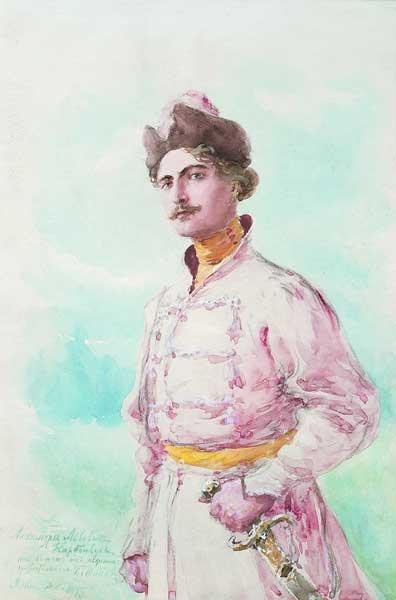
«Стрелец», 1913 г.

Образование получил в Академии художеств.
Писал портреты солдат, наблюдая их и в боях, и на отдыхе. Делал карандашные зарисовки и акварельные портреты. Один из главных представителей русского военного портрета.

## Награды
- Орден Святой Анны 3-й ст. с мечами и бантом (1905);
- Орден Святого Станислава 2-й ст. с мечами (1905);
- Орден Святой Анны 2-й ст. с мечами (ВП 29.01.1906);
- Золотое оружие «За храбрость» (ВП 09.02.1907);
- Орден Святого Владимира 3-й ст. с мечами (ВП 10.04.1907);
- Орден Святого Георгия 4-й ст. (ВП 03.02.1915);
- Орден Святого Станислава 1-й ст. с мечами (ВП 01.1915);
- Орден Святого Владимира 4-й ст. с мечами и бантом (ВП 26.08.1916);
- Орден Святой Анны 1-й ст. с мечами (ВП 16.10.1916).

## Сочинения
- Русская военная одежда. — СПб., 1901. — 29 с.: ил. Архивная копия от 19 октября 2016 на Wayback Machine